# 殷国 (楚汉战争)
殷国，中国楚汉之际的封国。
前206年，项羽分封诸侯，将魏国一分为二，魏王魏豹为西魏王，以司马卬为殷王，都城在朝歌（今河南省淇县）。前205年三月，司马卬降汉，殷国为河内郡。